# 프러테이션 워크
《프러테이션 워크》(Flirtation Walk)는 미국에서 제작된 프랭크 보제즈 감독의 1934년 영화이다. 딕 포웰 등이 주연으로 출연하였고 프랭크 보제이즈 등이 제작에 참여하였다.
이 영화는 아카데미 작품상, 음향효과상(나단 레빈슨) 후보에 지명되었다.

## 출연

### 주연
- 딕 포웰
- 루비 킬러

### 조연
- 팻 오브라이언
- 로스 알렉산더
- 존 엘드레지
- 헨리 오닐
- 귄 빅 보이 윌리엄스
- 프레더릭 버튼
- 존 대로우
- 글렌 볼스

## 기타
- 미술: 잭 오케이
- 의상: 오리 켈리

## 노래
- "Flirtation Walk"
- "I See Two Lovers"
- "Mr. and Mrs. Is the Name"
- "When Do We Eat?"
- "Smoking in the Dark"
- "No Horse, No Wife, No Mustache"